# Grossos
Grossos är en kommun i Brasilien.   Den ligger i delstaten Rio Grande do Norte, i den östra delen av landet, 1 700 km nordost om huvudstaden Brasília. Antalet invånare är 9 393.
Runt Grossos är det ganska tätbefolkat, med 80 invånare per kvadratkilometer.